# Йокосука
35°16′53″ пн. ш. 139°40′19″ сх. д. / 35.28139° пн. ш. 139.67194° сх. д.
Йоко́сука (яп. 横須賀市, よこすかし, МФА: [jokosu̥ka ɕi̥]) — місто в Японії, в префектурі Канаґава.

## Географія
Місто лежить у південно-східній частині префектури, в центрі півострова Міура.

### Клімат
Місто перебуває в зоні вологого субтропічного клімату. Найтепліший місяць — серпень із середньою температурою 27,2 °C. Найхолодніший місяць — січень, із середньою температурою 6,7 °С.
| Клімат Йокосуки         | Клімат Йокосуки | Клімат Йокосуки | Клімат Йокосуки | Клімат Йокосуки | Клімат Йокосуки | Клімат Йокосуки | Клімат Йокосуки | Клімат Йокосуки | Клімат Йокосуки | Клімат Йокосуки | Клімат Йокосуки | Клімат Йокосуки | Клімат Йокосуки |
| Показник                | Січ.            | Лют.            | Бер.            | Квіт.           | Трав.           | Черв.           | Лип.            | Серп.           | Вер.            | Жовт.           | Лист.           | Груд.           | Рік             |
| Абсолютний максимум, °C | 22              | 23              | 23              | 27              | 32              | 37              | 38              | 41              | 37              | 32              | 27              | 25              | 41              |
| Середній максимум, °C   | 10              | 10              | 12              | 17              | 22              | 24              | 27              | 30              | 26              | 20              | 16              | 12              | 19              |
| Середня температура, °C | 6               | 6               | 8               | 14              | 18              | 21              | 25              | 27              | 23              | 17              | 13              | 8               | 16              |
| Середній мінімум, °C    | 2               | 2               | 5               | 10              | 14              | 18              | 21              | 23              | 20              | 15              | 10              | 5               | 12              |
| Абсолютний мінімум, °C  | −3              | −3              | −2              | 1               | 7               | 10              | 13              | 15              | 12              | 6               | 2               | −1              | −3              |
| Норма опадів, мм        | 50              | 70              | 120             | 130             | 160             | 210             | 130             | 130             | 190             | 190             | 110             | 50              | 1600            |
| ----------------------- | --------------- | --------------- | --------------- | --------------- | --------------- | --------------- | --------------- | --------------- | --------------- | --------------- | --------------- | --------------- | --------------- |
| Джерело: Weatherbase    |                 |                 |                 |                 |                 |                 |                 |                 |                 |                 |                 |                 |                 |

## Історія
Виникло на основі рибацького поселення та купецького містечка Ураґа раннього нового часу. З 1720 року було місцем розташування регіонального управління сьоґунату Токуґава. Під час реставрації Мейдзі стало базою Імперського флоту Японії та штабом командувача округу Токійської затоки. 1907 року отримало статус міста. Розвивалося як військово-промисловий центр, осередок підготовки камікадзе. Після Другої світової війни тут створили базу збройних сил США, згодом — базу сил самооборони Японії.

## Економіка
Складова Токійсько-Йокогомаського промислового району. Основою економіки є важка промисловість — суднобудування, автомобілебудування, хімічна промисловість, а також торгівля. В місті розміщена Національна академія оборони Японії, могила «англійського самурая» Вільяма Адамса. Станом на 1 квітня 2009 площа міста становила 100,68 км². Станом на 1 липня 2011 населення міста становило 417 308 осіб.

## Міста-побратими
- Корпус-Крісті, США (1962)
- Брест, Франція (1970)
- Фрімантл, Австралія (1979)
- Джилінгем, Велика Британія (1998)
- Айдзу-Вакамацу, Японія (2005)